# Alcidodes leucospilus
Alcidodes leucospilus es una especie de escarabajo del género Alcidodes, familia Curculionidae. Fue descrita científicamente por Erichson en 1834.
Se distribuye por Asia. Se ha encontrado en bosques de Dipterocarpaceae y en Ficus Septica.